# Santuario di San Paolo (Reggio Calabria)
Il santuario di San Paolo, noto anche come chiesa di San Paolo alla Rotonda, è un'importante chiesa di Reggio Calabria.
La chiesa sorge in  via Reggio Campi accanto alla piazza Rotonda, in una posizione che domina dall'alto la parte sud della città.

## Esterno
| - porta del bene - portale principale - porta del male |

La facciata è in stile romanico, con tre portali di bronzo:
- Il portone centrale di Tommaso Gismondi rappresenta la "Vita di San Paolo";
- Il portone di destra di Nunzio Bibbò raffigura la "Porta del Male";
- Il portone di sinistra sempre di Nunzio Bibbò raffigura la "Porta del Bene".

| - nicchia sinistra - nicchie centrali - nicchia destra |

in alto sulla facciata sono presenti nove nicchie suddivise in tre gruppi che ospitano mosaici raffiguranti:
- nelle nicchie di sinistra:
  - Virgilio
  - Cicerone
  - Seneca
- nelle nicchie al centro:
  - San Luca
  - San Giovanni Crisostomo
  - Sant'Agostino
  - San Paolo
- nei cerchi sempre al centro più in basso:
  - Giulio Cesare
  - Alessandro Magno
- nelle nicchie di destra:
  - Aristotele
  - Platone
  - Socrate

Sul sagrato vi è la statua di San Paolo.

## Interno

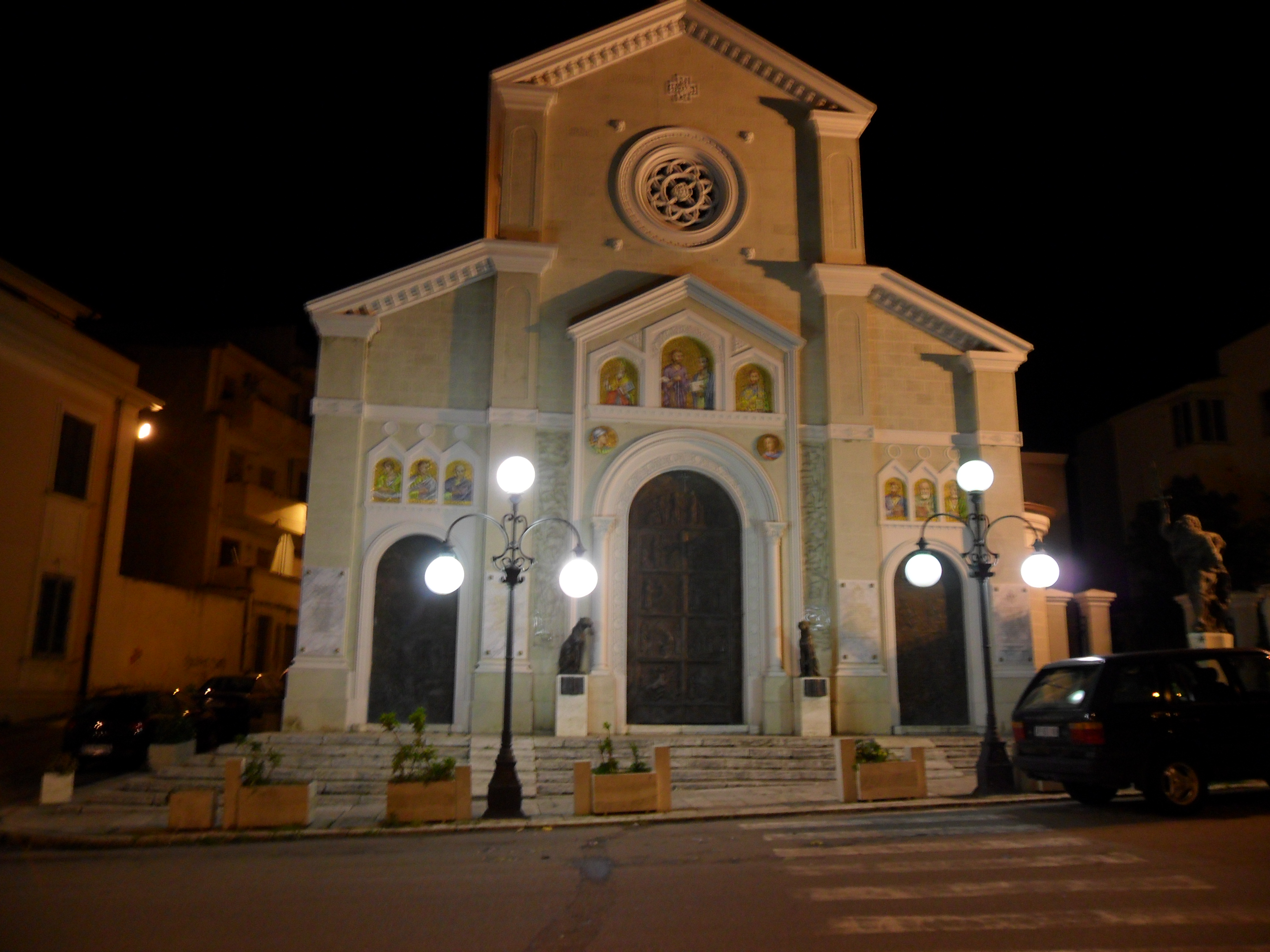
La facciata della chiesa

L'interno ospita 500 m² di mosaici, in parte opera di Nunzio Bava.
Sulle colonne della navata centrale sono raffigurati vari episodi della vita di Cristo, parabole e 36 figure di patriarchi.
Sulla balaustra vi sono 4 angeli del Correale:
1. l'Angelo del mistero
2. l'Angelo della fiamma
3. l'Angelo della meditazione
4. l'Angelo dell'annunzio.

Nell'abside è raffigurato il trionfo di Gesù seduto sul trono, con ai lati San Paolo, Santo Stefano da Nicea e gli angeli.
Il fonte battesimale è di Nicola Berti, autore anche dei due angeli e dei quattro pannelli dedicati a San Paolo.
Adiacente al santuario sorge il Museo San Paolo, con una pinacoteca e una vastissima raccolta di oggetti sacri.